# 남수단의 로마 가톨릭 교구 목록
남수단의 로마 가톨릭 교구는 1개 관구에 1개 관구장좌 대교구와 5개 일반 교구로 구성된다

## 교구

### 주바 관구(Province of Juba)
- 주바 관구장좌 대교구(Archdiocese of Juba)
  - 말라칼 교구(Diocese of Malakal)
  - 룸베크 교구(Diocese of Rumbek)
  - 톰부라-얌비오 교구(Diocese of Tombura-Yambio)
  - 와우 교구(Diocese of Wau)
  - 예이 교구(Diocese of Yei)